# Szacunek ludzi ulicy
Szacunek ludzi ulicy – siódmy album studyjny polskiego zespołu Slums Attack. Jest to zbiór 18 premierowych utworów nagranych między październikiem 2005 a marcem 2006 w studiu Druga Strefa Records. Za warstwę muzyczną odpowiada w największym stopniu DJ Decks, który przy pomocy Waco i Magiery przygotował 9 podkładów. Jedynym gościem na płycie jest częstochowska wokalistka o pseudonimie Layla.
Album uzyskał status złotej płyty, a następnie – platynowej. Płyta dotarła do 14. miejsca na liście OLiS w Polsce.
Reedycja została wydana 26 maja 2008. Mastering nagrań wykonał Grzegorz Piwkowski.
28 lipca 2017, w wytwórni RPS Enterteyment, ukazała się kolejna reedycja albumu.

## Lista utworów
Opracowano na podstawie materiału źródłowego.
1. „Szacunek ludzi ulicy” (produkcja: DJ Decks, Waco) – 4:50
2. „Kłopotliwy zero piąty” (produkcja: DJ Decks, Magiera) – 5:07
3. „Styl życia gnoja” (produkcja: LA, Magiera) – 4:22[A]
4. „SLU 3 litery” (produkcja: DJ Decks, Waco) – 4:38
5. „Duchowo mocny” (produkcja: DJ Decks, Magiera) – 4:56
6. „Temat za tematem” (produkcja: DJ Zel, scratche: DJ Zel) – 4:13
7. „Prawda zwycięży” (produkcja: DJ Decks, Magiera) – 4:11
8. „Seks dragi rap” (produkcja: Sqra) – 5:05[B]
9. „No i co” (produkcja: DJ Zel) – 4:11
10. „Tak się bawi SLU” (produkcja: Sqra) – 4:52
11. „IV RP (bo to Polska)” (produkcja: DJ Story, scratche: DJ Story) – 1:45
12. „Hip Hop Honeys” (produkcja: Sqra) – 4:30[C]
13. „Potrzebuję go” (produkcja: DJ Decks, Magiera) – 3:56
14. „In flagranti” (produkcja: DJ Decks, Magiera) – 3:53
15. „Odpał” (produkcja: Sqra) – 4:05
16. „Panie” (produkcja: DJ Decks, Magiera) – 4:10
17. „Uliczna sława” (produkcja: B. Zielony) – 4:47
18. „Już do końca tak być musi” (produkcja: Sqra) – 5:05

Notatki
- A^ W utworze wykorzystano sample z piosenki „Fantasy” w wykonaniu Brandi Wells[8].
- B^ W utworze wykorzystano sample z piosenki „I Can't Tell You Why” w wykonaniu The Eagles[8].
- C^ W utworze wykorzystano sample z piosenki „It's Yours” w wykonaniu T La Rock i Jazzy Jay[8].